# Archytas
Archytas là một chi ruồi trong họ Tachinidae.

## Các loài
Phân chi Archytas Jaennicke, 1867
- Archytas analis (Fabricius, 1805)[8]
- Archytas apicifer (Walker, 1849)[9]
- Archytas basifulvus (Walker, 1849)[9]
- Archytas bruchi (Blanchard, 1941)[6]
- Archytas californiae (Walker, 1853)[10]
- Archytas cirphis Curran, 1927[11]
- Archytas daemon (Wiedemann, 1830)[12]
- Archytas diaphanus (Fabricius, 1805)[8]
- Archytas divisus (Walker, 1853)[10]
- Archytas dux Curran, 1928[13]
- Archytas frenguellii (Blanchard, 1941)[6]
- Archytas giacomellii (Blanchard, 1941)[6]
- Archytas inambaricus (Townsend, 1915)[14]
- Archytas lobulatus Curran, 1928[15]
- Archytas marmoratus (Townsend, 1915)[16]
- Archytas misionensis (Blanchard, 1941)[6]
- Archytas nivalis Curran, 1928[15]
- Archytas nonamensis Ravlin, 1984[17]
- Archytas palliatus Curran, 1928[18]
- Archytas peruanus Curran, 1928[18]
- Archytas productus Curran, 1928[13]
- Archytas prudens Curran, 1928[13]
- Archytas pseudodaemon (Blanchard, 1940)
- Archytas rufiventris Curran, 1928[15]
- Archytas shannoni Guimarães, 1960
- Archytas thompsoni Guimarães, 1973[19]
- Archytas wagneri (Blanchard, 1941)[6]

Phân chi Nemochaeta Wulp, 1888
- Archytas aberrans (Giglio-Tos, 1893)[21]
- Archytas aterrima (Robineau-Desvoidy, 1830)[22]
- Archytas australis (Macquart, 1855)[23]
- Archytas convexiforceps Brooks, 1949[24]
- Archytas crucius (Giglio-Tos, 1893)[21]
- Archytas dissimilis (Wulp, 1888)[20]
- Archytas frontalis Wulp, 1892[20]
- Archytas infuscatus (Wulp, 1892)[20]
- Archytas instabilis Curran, 1928[15]
- Archytas intritus (Walker, 1861)[25]
- Archytas jurinoides (Giglio-Tos, 1893)[21]
- Archytas lateralis (Macquart, 1844)[26]
- Archytas metallicus (Robineau-Desvoidy, 1830)[22]
- Archytas nitidus (Wulp, 1892)[20]
- Archytas pernox (Giglio-Tos, 1893)[21]

Chưa được phân loại
- Archytas albiceps (Walker, 1860)[27]
- Archytas amethystinus (Macquart, 1844)[26]
- Archytas angrensis Guimarães, 1963[28]
- Archytas araujoi Guimarães, 1963[29]
- Archytas arnaudi Guimarães, 1963[28]
- Archytas aurifrons (Townsend, 1917)
- Archytas bennetti Thompson, 1963[30]
- Archytas biezankoi Guimarães, 1961[31]
- Archytas caroniensis Thompson, 1963[30]
- Archytas carrerai Guimarães, 1961[31]
- Archytas damippus (Walker, 1849)[9]
- Archytas dissimiloides Thompson, 1963[30]
- Archytas duckei Guimarães, 1961[31]
- Archytas flavifacies (Macquart, 1851)[32]
- Archytas flavifrons (Jaennicke, 1867)[1]
- Archytas fulviventris (Robineau-Desvoidy, 1830)[22]
- Archytas goncalvesi Guimarães, 1963[28]
- Archytas hiemalis Thompson, 1963[30]
- Archytas incertus (Macquart, 1851)[32]
- Archytas infumatus (Bigot, 1887)[33]
- Archytas lanei Guimarães, 1961[31]
- Archytas lenkoi Guimarães, 1961[31]
- Archytas leschenaldi (Robineau-Desvoidy, 1830)[22]
- Archytas lopesi Guimarães, 1961[31]
- Archytas neptilucus (Wulp, 1892)[20]
- Archytas nigrocalyptratus (Macquart, 1846)[34]
- Archytas pearsoni Guimarães, 1963[29]
- Archytas perplexa (Townsend, 1931)
- Archytas piarconensis Thompson, 1963[30]
- Archytas pilifrons (Schiner, 1868)[35]
- Archytas pilosus (Walker, 1853)[10]
- Archytas platonicus Cortés & Campos, 1971[36]
- Archytas purseglovei Thompson, 1963[30]
- Archytas russatus Reinhard, 1962
- Archytas sabroskyi Guimarães, 1963[28]
- Archytas sanctaecrucis Thompson, 1963[30]
- Archytas scutellatus (Macquart, 1844)[26]
- Archytas seabrai Guimarães, 1961[31]
- Archytas seminiger (Wiedemann, 1830)[12]
- Archytas setifacies Curran, 1928[18]
- Archytas sibillans Curran, 1928[37]
- Archytas smaragdinus (Macquart, 1844)[26]
- Archytas townsendi Curran, 1928[37]
- Archytas translucens (Macquart, 1846)[34]
- Archytas travassosi Guimarães, 1961[31]
- Archytas trinitatis Thompson, 1963[30]
- Archytas unguis (Townsend, 1915)[14]
- Archytas varicornis Curran, 1928[18]
- Archytas vernalis Curran, 1928[13]
- Archytas vexor Curran, 1928[37]
- Archytas willistoni Curran, 1925
- Archytas zikani Guimarães, 1961[31]